# Kaolin (Band)
Kaolin (gesprochen wie im Deutschen) ist eine 1999 gegründete französische Rockband. Ihre Lieder sind von unterschiedlichen musikalischen Einflüssen geprägt und ausschließlich in Französisch geschrieben.
Die Band stammt ursprünglich aus Montluçon (Auvergne) und zeigt sich ihrer Heimat immer noch durch wiederholte Konzerte verbunden. Sie hat bereits mit Les Valentins, Paul Corkett (The Cure, Placebo) und Dave Fridmann (Mogwai, The Flaming Lips, Weezer) zusammengearbeitet.

## Diskografie

### Alben
- 2002: Allez
- 2004: De retour dans nos criques
- 2006: Mélanger les couleurs
- 2010: Kaolin
- 2013: Souffle sur la roche

### EP
- 1999: Purs Moments
- 2001: Bienvenue dans les criques

### Singles
- 2003: Pour le peu
- 2003: Le haut est essentiel
- 2004: Loin de l'île
- 2005: C'est la vie avec Dionysos
- 2006: Partons vite
- 2010: Crois-moi